# بخش سوندبیباری
بخش سوندبیباری (به سوئدی: Sundbybergs kommun) یک ناحیه شهرداری در سوئد است که در شهرستان استکهلم واقع شده‌است.

## خواهرخوانده
شهرهای آلوکسنه و زنکت فایت آن در گلان خواهرخوانده‌های بخش سوندبیباری هستند.